# Ordes, condecoracions, i medalles de Suècia

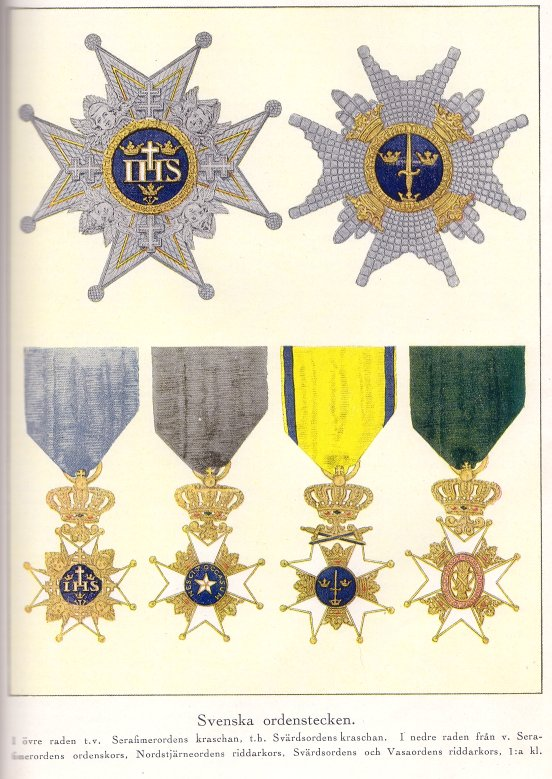
Ordes de Suècia constituent la Reial Orde dels Cavallers

Les Ordes, condecoracions, i medalles de Suècia tenen una base històrica, que es remunta a la fundació de l'extinta Orde de Jehova en 1606. La Reial Orde dels Cavallers de Suècia ha estat només veritablement codificada en el segle xviii, amb la seva fundació formal en 1748 per Frederic I de Suècia. Les reformes significatives de 1974 van canviar les condicions i els criteris sobre la concessió de moltes ordres i condecoracions.

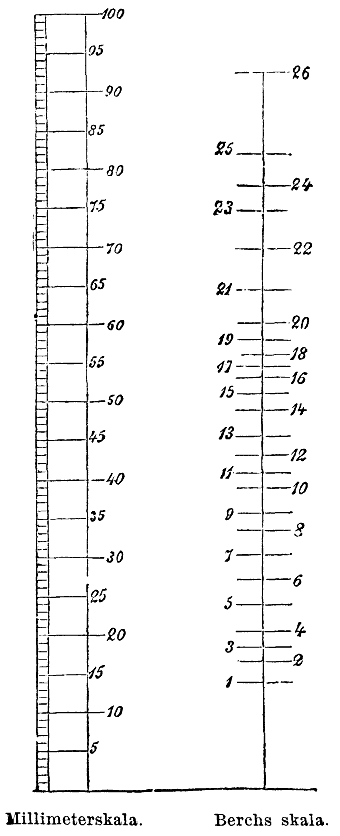
Gràfic de comparació de l'escala en mil·límetres de les medalles sueques

## Ordes

### Ordes reials
- Orde dels Serafins (Serafimerorden)[2]
- Orde de l'Espasa (Svärdsorden)[3]
- Orde de l'Estrella Polar (Nordstjärneorden)[4]
- Orde de Vasa (Vasaorden)[5]
- Orde de Carles XIII (Carl XIII:s orden)[6]

### Ordes sota el patronatge del rei
- Orde de Sant Joan a Suècia (Johanniterorden)[7]

### Ordes socials
- Gran Orde de l'Amanrant (Amanranthförslagnaorden)[7]
- Orde d'Innocència (Innocenceorden)[7]

### Ordes civils
- Orde dels Fusters (Snickareavorden)[7]
- Orde dels Bons Templers (Godtemplarorden)[7]
- Orde dels Companys Senars (UddaAssistenteravorden)[7]

## Condecoracions i medalles de les Ordes Reials
- Medalla dels Serafims
- Medalla de l'Espasa
- Reial Orde de Vasa - Creu d'Argent (Vasasign)
- Medalla de la Reial Orde de l'Estrella Polar - 8a classe
- Medalla de la Reial Orde de Vasa en Or, 5a classe
- Medalla de la Reial Orde de Vasa en Argent, 5a classe

## Medalles reials presentades pel Rei
- Medalla de Sa Majestat el Rei de Suècia[8]
- Litteris et Artibus
- Medalla Príncep Eugeni
- Medalla Príncep Carles
- Medalles Commemoratives del Jubileu Reial

## Medalles reials presentades pel Govern
- Illis Quorum[9]
- Medalla per Fets Encomiables
- Medalla per Virtut Cívica
- Medalla per la Cria de Rens Diligent

## Condecoracions de Guerra
- Reial Orde de l'Espasa - Gran Creu - Cavaller 1a Classe (obsoleta)
- Royal Order of the Sword - Gran Creu - Cavaller (obsoleta)
- Medalla al Valor en el Camp, or (Concedida només en temps de guerra)
- Medalla al Valor at Sea, or (Concedida només en temps de guerra)
- Reial Orde de l'Espasa, Creu de Guerra en or (Mai concedida)
- Medalla de les Forces Armades al mèrit en or amb espasa (2009 -) (la més alta distinció militar en temps de pau)
- Medalla als Ferits de les Forces Armades, or (només concedida pòstumament)
- Medalla al Valor en el Camp, argent (Concedida només en temps de guerra)
- Medalla al Valor at Sea, argent (Concedida només en temps de guerra)
- Reial Orde de l'Espasa, Creu de Guerra en argent (mai concedida)
- Medalla de les Forces Armades al mèrit en argent amb espasa (2009 -)
- Medalla als Ferits de les Forces Armades, argent
- Reial Orde de l'Espasa, Creu de Guerra en bronze (mai concedida)

## Medalles militars
- Medalla de les Forces Armades al mèrit en or amb espasa (1995 - 2009)
- Medalla de les Forces Armades al mèrit en or (1995 - 2009)
- Medalla de les Forces Armades al mèrit en or (2009 -)
- Medalla de les Forces Armades de Recompensa en or per serveis internacionals amb espasa (1995 - 2009)
- Medalla de les Forces Armades de Recompense in or per serveis internacionals (1995 - 2009)
- Medalla de les Forces Armades al mèrit en argent amb espasa (1995 - 2009)
- Medalla de les Forces Armades al mèrit en argent (1995 - 2009)
- Medalla de les Forces Armades al mèrit en argent (2009 -)
- Medalla de les Forces Armades per Reclutes en argent
- Medalla de les Forces Armades per Reservistes en argent
- Medalla de les Forces Armades en bronze pel Servei Internacional